# Evan Parks

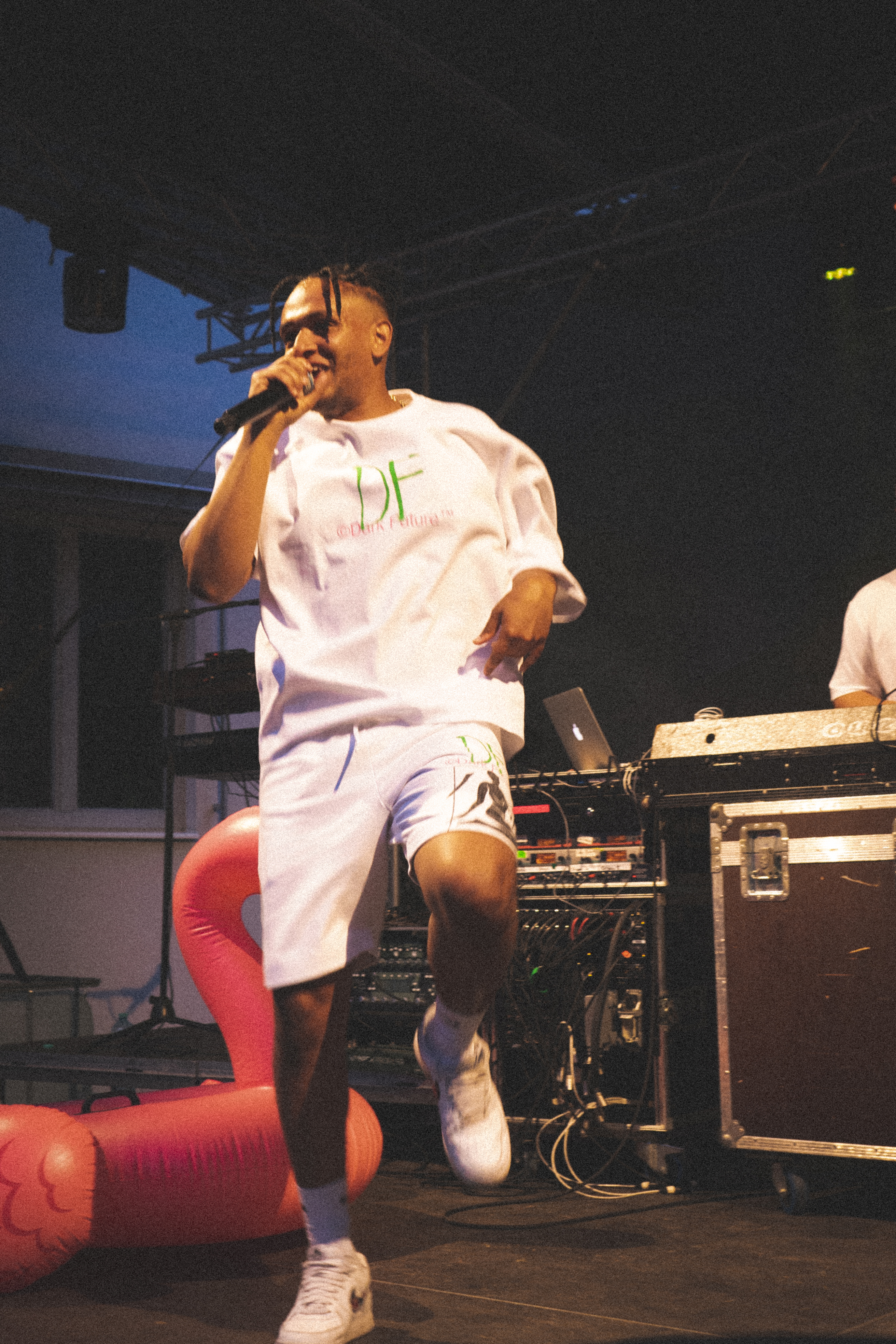
Evan Parks in Klagenfurt, 2022

Evan Jacob Parks (* 1997 in Encinitas, Kalifornien) ist ein österreichischer Musiker, Rapper und Komponist.

## Leben und Karriere
Evan Parks ist in Kalifornien, USA, aufgewachsen und im Jahr 2015 nach Österreich gezogen, um Musik zu studieren. Er ist der Sohn eines Afroamerikaners und einer Kärntner Slowenin. Sein Urgroßvater Pavle Kernjak war ein bekannter kärntner-slowenischer Komponist und Orgelspieler. Parks studierte von 2017 bis 2022 Instrumental- und Gesangspädagogik an der Gustav Mahler Privatuniversität für Musik. Sein Schwerpunkt im Musikstudium lag auf Klavier und Klarinette.
Neben seinen Musikstudium für klassische Musik setzte Parks den Fokus auf Hip-Hop und Rap und veröffentlichte mit seiner Band The Icon sein erstes Album im Jahr 2019. Mit international über 200.000 digitalen Streams und der Präsenz auf Kärntner Medienplattformen konnte er sich einen Namen in der Kärntner Musikszene machen.
Parks komponierte 2021 die Musik für das Theaterstück Kleo Superstar – Eskapaden einer jungen Pharaonin 2021 von Alexander Kuchinka. Er komponierte ebenfalls die Musik für das Stück Veter v grapah Korotana von Michael Kristof-Kranzelbinder Premiere, das im Stadttheater Klagenfurt aufgeführt wurde.

## Konzerte und Auftritte
- 2019: Fête d'été[6]
- 2020: Hip-Hop Sternen Show[7]
- 2020: Urban Playground Festival[8]
- 2021: Elite Party[9]
- 2021: FM4, Dalias Late night Lemonade
- 2021: ORF2, Dober dan, Koroška[10]
- 2022: ÖH x AAU Sommerfest "Day and Night"[11]
- 2022: FM4 Dalias Late night Lemonade[12]
- 2022: African Diaspora Festival[13]
- 2022: Black Voices Diversity Festival[14]

## Diskografie
- 2019: Cosmetics
- 2019: Spaceship
- 2020: Mamacita
- 2021: Up-Stream Waves
- 2022: RACKS
- 2022: Song for the Beach
- 2022: Copy Paste